# Tartessus cristatus
Tartessus cristatus är en insektsart som beskrevs av Rauno E. Linnavuori 1960. Tartessus cristatus ingår i släktet Tartessus och familjen dvärgstritar. Inga underarter finns listade i Catalogue of Life.